# 里村洛阳桥
里村洛阳桥，位于中国广东省佛山市顺德区容桂街道，始建于北宋熙宁五年（1072年）。1998年12月1日，列入顺德市文物保护单位；2006年，列入佛山市文物保护单位。